# Donnere, Gubbi
Donnere là một làng thuộc tehsil Gubbi, huyện Tumkur, bang Karnataka, Ấn Độ.